# Matija Gregurić
Matija Gregurić (* 17. September 1996 in Zabok) ist ein kroatischer Leichtathlet, der sich auf den Hammerwurf spezialisiert hat.

## Sportliche Laufbahn
Erste internationale Erfahrungen sammelte Matija Gregurić im Jahr 2013, als er bei den Jugendweltmeisterschaften in Donezk mit einer Weite von 79,38 m mit dem leichteren 5-kg-Hammer die Goldmedaille gewann. Im Jahr darauf belegte er bei den Juniorenweltmeisterschaften in Eugene mit 75,71 m mit dem 6-kg-Hammer den fünften Platz und 2015 gewann er bei den Junioreneuropameisterschaften in Eskilstuna mit 77,35 m die Bronzemedaille. 2017 schied er bei den U23-Europameisterschaften in Bydgoszcz mit 66,53 m in der Qualifikationsrunde aus und im Jahr darauf belegte er bei den U23-Mittelmeer-Meisterschaften in Jesolo mit 60,21 m den sechsten Platz. 2022 belegte er bei den Balkan-Meisterschaften in Craiova mit 72,86 m den vierten Platz und im Jahr darauf wurde er bei der 2. Liga der Team-Europameisterschaft im Rahmen der Europaspiele in Chorzów mit 72,91 m Vierter. Anschließend brachte er bei den Balkan-Meisterschaften in Kraljevo keinen gültigen Versuch zustande. 2024 belegte er bei den Balkan-Meisterschaften in Izmir mit 73,17 m den fünften Platz und kurz darauf wurde er bei den Europameisterschaften in Rom mit 75,47 m Achter. Anschließend verpasste er bei den Olympischen Sommerspielen in Paris mit 73,69 m den Finaleinzug. 
2025 wurde er bei der 2. Liga der Team-Europameisterschaft in Maribor mit 70,65 m Siebter, ehe er bei den Balkan-Meisterschaften in Volos mit 75,45 mdie Silbermedaille hinter dem Türken Özkan Baltacı gewann.
In den Jahren 2018 und von 2022 bis 2025 wurde Gregurić kroatischer Meister im Hammerwurf.